# 苏内·安德松
苏内·安德松（瑞典語：Sune Andersson，1921年2月22日—2002年4月29日），瑞典男子足球运动员，司职中场。他曾代表瑞典国家队参加1948年夏季奥林匹克运动会足球比赛，获得一枚金牌。